# Rino Marcelli
Rino Marcelli, nome d'arte di Alberto Servo (Napoli, 12 marzo 1931 – Napoli, 15 maggio 2016), è stato un attore teatrale italiano, esponente dell'avanspettacolo e del teatro macchiettistico napoletano.

## Biografia

### Avanspettacolo
Figlio d'arte, i genitori Vincenzo Servo ed Ernestina Fischietti furono bravi caratteristi nel periodo anteguerra nelle compagnie di Raffaele Viviani e Di Maio. Debutta bambino nella "Compagnia dei ragazzi Rossaldo e Biancaneve". Inizia con l'avanspettacolo, incontrando l'impresario e regista Mico Galdieri, che lo dirige a fianco di attori del teatro napoletano quali Dolores Palumbo, Giuseppe Anatrelli e Carlo Taranto in lavori come "Notà pettalone", "La gnoccolara" e "Capitan Fracassa". Ha piccole parti anche al cinema e in alcuni sceneggiati televisivi.

### La sceneggiata
Con il tramonto dell'avanspettacolo, Marcelli trova la sua collocazione artistica nella sceneggiata napoletana, a fianco di colonne del genere quali Mario Merola e Pino Mauro.
Tra queste, trova gran successo la sceneggiata "O fuorilegge", due tempi e due quadri di Alberto Sciotti e Fusco, che Marcelli porta nel 1980 sui maggiori palcoscenici italiani con la Compagnia di Prosa Palcoscenico Napoletano.
Risale agli anni ottanta l'incontro con Roberto De Simone (compositore, drammaturgo e regista), che lo vuole protagonista nella riedizione del 1986 della favola in musica de "La gatta Cenerentola", nel ruolo della matrigna, che era stato di Peppe Barra nella prima edizione del 1976. 
In nove anni egli è protagonista di 15 suoi lavori, tra cui "Religiose alla moda"; "L'opera buffa"; "Il bazzeriota"; "Il malato per apprensione".  In questi anni riceve vari premi e riconoscimenti sia all'estero (Edimburgo e Berlino) che in Italia (ricordiamo i premi di "Oplonti" e "Settembre al borgo" insieme a Valeria Moriconi).

### Altri lavori
Nel 1990 è protagonista con Enzo Cannavale in Miseria e nobiltà di Eduardo Scarpetta, nel ruolo di Don Felice, che gli valse il primo premio Biglietto d'oro, bissato l'anno seguente, sull'onda del successo nel L'amico di papà di Peppino De Filippo, al fianco di Luigi De Filippo.
Nell'estate del 1993 porta in giro un recital, che insieme a Rosalia Maggio lo vede ripercorrere il teatro napoletano degli ultimi 50 anni. Comincia quindi una serie di esperienze che lo vedono impegnato anche come regista nel 1994 in una "scarpettiana" in " Madama Sangenella ". Nel 1995 al Festival di Todi, riporta la sceneggiata con Mario Merola. Dirada le sue apparizioni fino al ritiro dalle scene nel dicembre 2008.